# Кампи (метростанция)
Вижте пояснителната страница за други значения на Кампи.
Метростанция Кампи (на фински: Kampin metroasema; на шведски: Kampens metrostation) е станция от Хелзинкско метро. Тя обслужва квартал Кампи, в центъра на Хелзинки. Интегрирана е в Кампи Център (Централната автогара на Хелзинки и търговски комплекс). Станцията е отворена на 1 март 1983 г.
Проектирана е от Eero Hyvämäki, Jukka Karhunen и Risto Parkkinen. Разположена е на 1,2 километра от метростанция 	Раутатиентори и на 0,5 километра от централна гара Хелзинки. Метростанцията е най-дълбоката в цялата мрежа на Хелзинкското метро, на дълбочина 31 метра под земята и на 15 метра под морското равнище. Под сегашната обща платформа на станцията е разположена друга перпендикулярна платформа, за бъдещите разширения на метрото.
Новият източен вход, свързващ с Кампи Център, е построен през 2 юни 2005 г.

## Транспорт
На метростанцията може да се направи връзка с:
- трамваи с номера: 3T.
- автобуси с номера: 14, 14B, 21V, 39, 39A, 41, 45, 47, 70T, 102, 102T, 103, 103T, 105, 105B, 106, 106K, 106T, 109, 109T, 110, 110A, 110T, 110TA, 111, 111T, 112, 120, 121, 121A, 121AT, 121K, 121N, 121NK, 121NT, 122, 122A, 132, 143, 143A, 143AT, 143K, 143T, 145, 145K, 145KN, 145N, 147, 147K, 147KT, 147T, 150, 150A, 154, 154T, 156, 158, 160, 160K, 160KT, 160T, 165, 165N, 165V, 167K, 167T, 175, 176, 177, 178, 179, 180, 181, 182, 186, 189, 190, 205, 280, 290, 339, 346, 485, 486, 487, 490, 491, 492, 495, 640, 760, 762, 763, 764, 765, 773K, 776, 780, 830, 835, 840, 850, 870.

- Перонът на станцията
- Станцията през 1987 г.
- Вход на метростанцията

|  | Тази страница частично или изцяло представлява превод на страницата Kamppi metro station в Уикипедия на английски. Оригиналният текст, както и този превод, са защитени от Лиценза „Криейтив Комънс – Признание – Споделяне на споделеното“, а за съдържание, създадено преди юни 2009 година – от Лиценза за свободна документация на ГНУ. Прегледайте историята на редакциите на оригиналната страница, както и на преводната страница, за да видите списъка на съавторите. ВАЖНО: Този шаблон се отнася единствено до авторските права върху съдържанието на статията. Добавянето му не отменя изискването да се посочват конкретни източници на твърденията, които да бъдат благонадеждни. |